# Wendl & Lung

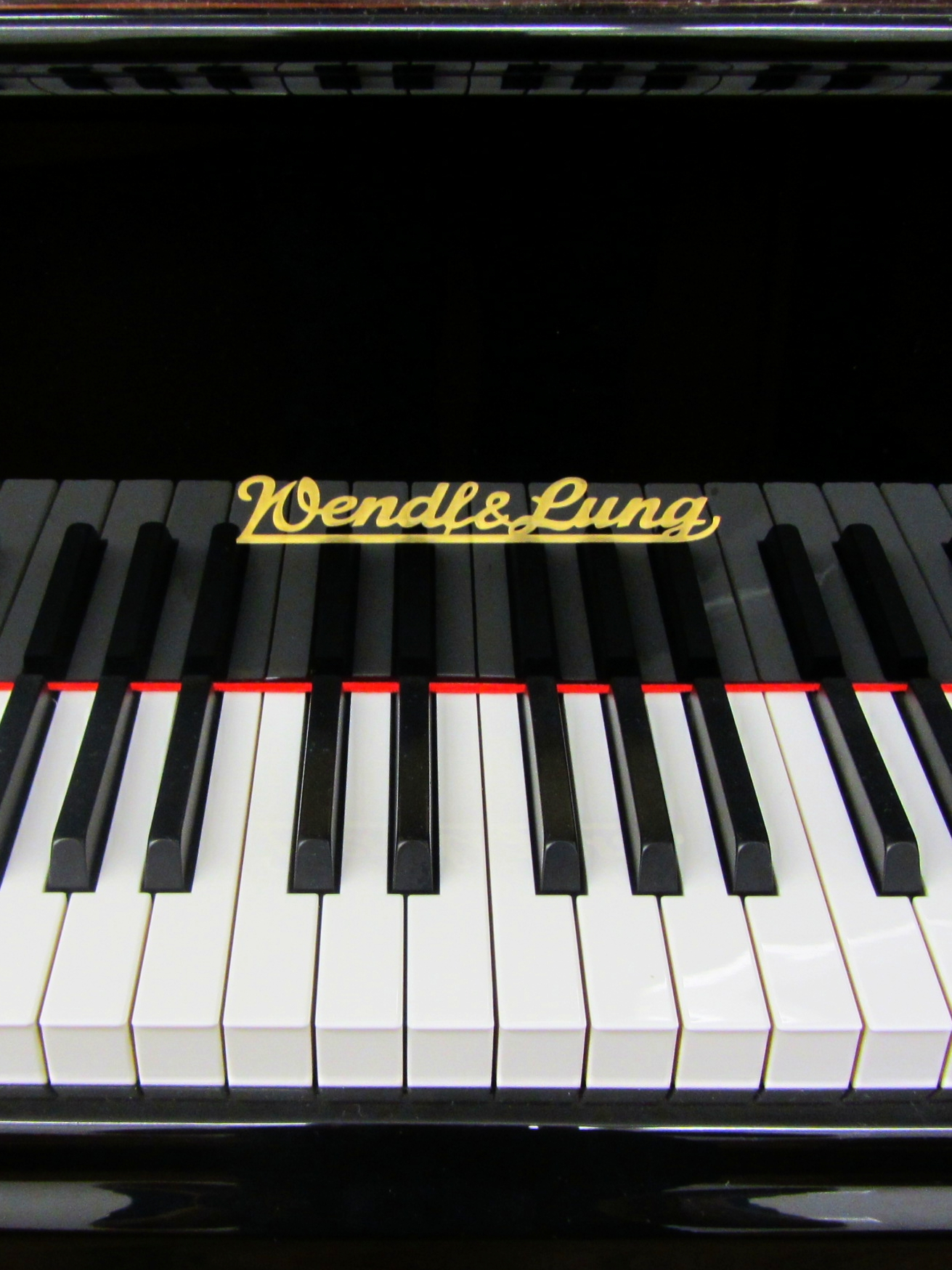
Wendl & Lung Logo

Wendl & Lung ist ein 1910 gegründeter Wiener Hersteller von Flügeln und Klavieren. Die Instrumente werden seit 2003 von der chinesischen Partnerfabrik Hailun Piano Co. Ltd. in Ningbo gefertigt. Seit 2010 werden sie unter der deutschen Traditionsmarke Feurich angeboten.

## Geschichte
Wendl & Lung entstand 1910 in Wien durch Zusammenschluss der Klavierbauer Johann Wendl und Stefan Lung. 1926 wurde die Produktionszahl von 1000 Stück überschritten und der Standort der Firma von der Ägidigasse 6 an die Mariahilfer Straße 101 verlegt, wo Wendl & Lung bis 2004 ihr Stammhaus hatte. Eine Spezialität von Wendl & Lung war die Herstellung kleiner Instrumente mit großer Klangfülle. Das Flügelmodell X (147 cm) wurde ein Verkaufsschlager sowohl in Europa als auch im Nahen Osten. 
Stefan Lungs Tochter, Stefanie Lung-Veletzky, erlangte als erste Frau in Österreich nach Nannette Streicher (19. Jahrhundert) den Klavierbaumeistertitel. Ihr Sohn, Alexander Veletzky, übernahm 1956 die Firma und leitete sie 30 Jahre lang. Er erhielt dafür das „Goldene Verdienstzeichen“ der Stadt Wien und den Titel Kommerzialrat. Sein Sohn Peter Veletzky übernahm 1994 in der vierten Generation den Familienbetrieb und führte ihn bis 1999 als Einzelperson. 
Im Jahre 2000 wurde die Firma von Ernest Bittner, Komponist und Klavierstimmer, zur Wendl & Lung Klavierbau u. Vertriebs GmbH zusammengeschlossen. Über Bittners Frau, eine Chinesin, konnte eine Partnerschaft mit der Ningbo Hailun Musical Instruments Co. Ltd. erreicht und 2003 die Klavierproduktion wieder aufgenommen werden. Das Partnerklavierwerk in Ningbo gilt als das modernste Chinas und ist mit seinem Hightech-Präzisionsmaschinenpark Produzent sämtlicher Klavierbestandteile und Zulieferer vieler Klavierfabriken bekannter Weltmarken. Das Resultat waren laut Herstellerangaben robuste, langlebige und für alle Klimazonen geeignete Klaviere. Das Pianino „Modell 122 Universal“ erhielt 2007 den „Diapason d’or“ in Paris. In kurzer Zeit war es dem Unternehmen daher möglich, dass Wendl & Lung alleine in Europa bei über 300 Klavierfachgeschäften vertreten ist.
Seit 2010 produziert Wendl & Lung unter der Bezeichnung der traditionsreichen deutschen Marke Feurich. Ein Jahr später kam es zur ersten gemeinsamen Präsentation aller Modelle auf der Frankfurter Musikmesse und seit 2012 gehören die weltweiten Markenrechte an Feurich zu der in Wien angesiedelten Firma Feurich Pianoforte Wendl & Lung GmbH.

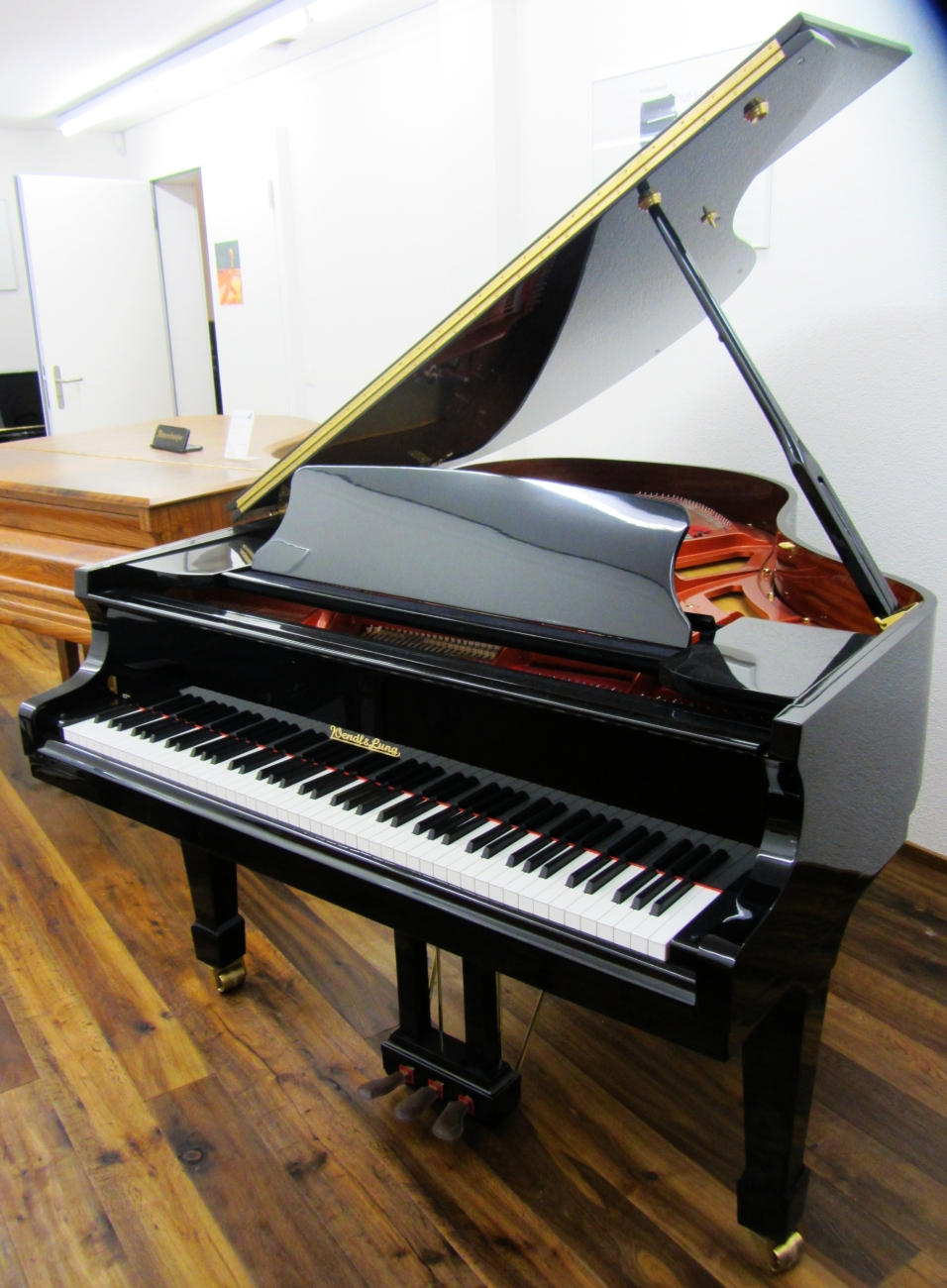
Wendl & Lung Flügel, Modell Professional II, 178 cm

## Modelle
Gemäß eigenen Angaben steht das Bestreben im Vordergrund, einen möglichst vollen, warmen und lang anhaltenden Klang zu erreichen und das typische Wiener Klangideal zu perfektionieren. Ein ausgeglichener, sonorer Klang mit vollen Bässen und brillanten Höhen sei das unverwechselbare Markenzeichen aller Wendl & Lung-Modelle.
Wendl & Lung baut drei Flügelmodelle: 
- Modell 218 Concert I, designed by Stephen Paulello
- Modell 178 Professional II
- Modell 161 Professional I

und drei Klaviermodelle:
- Modell 122 Universal (Auszeichnung „Diapason d’or“, 2007)
- Modell 115 Transparent
- Modell 110 Stereo